# Шигапов Лінар Хайдарович
Лінар Хайдарович Шигапов (рос. Линар Хайдарович Шигапов; 19 листопада 1986, м. Леніногорськ, СРСР) — російський хокеїст, воротар. Виступає за «Іжсталь» (Іжевськ) у Вищій хокейній лізі. 
Вихованець хокейної щколи «Нафтовик» (Леніногорськ). Виступав за «Нафтовик» (Леніногорськ), «Дизель» (Пенза), «Нафтохімік» (Нижньокамськ), «Іжсталь» (Іжевськ), «Южний Урал» (Орськ), «Крила Рад» (Москва), «Супутник» (Нижній Тагіл).